# لوتجان (خداآفرین)
لته جان یکی از روستاهای استان آذربایجان شرقی است که در دهستان کیوان بخش مرکزی شهرستان خداآفرین واقع شده‌است.
در آستانه انقلاب سفید، که نقشی عمده در فروپاشی نهایی ساختار ایلی ایران داشت، تیره ای از ایل
محمد خانلو، شامل ۵۰ خانوار، از روستای لته جان ( اوزباشان ) بعنوان قشلاق استفاده میکردند..
لته جان که با نام ترکی (اوزباشان)در بین اهالی بومی شناخته میشود در نزدیکی رود ارس و یکی از دهستان های خداآفرین میباشد و با دهستانهایی نظیر هوش سفلی وعلیا، اشرف، گاوآهن، دوگی دره، شیریه، دایان همجوار بوده ودارای طبیعت بکر و دلگشایی میباشد میوه هایی نظیر گلابی وحشی و تمشک از سوغات این دهستان به حساب میاید
باتوجه به سیر مهاجرت گسترده از این دهستان به سوی تهران این ده دارای جمعیت اندک و رو به پیری قرار دارد که آنها به دامداری و کشاورزی مشغول هستند
این دهستان در فصل بهار و تابستان میزبان گردشگران زیادی بوده که
بخشی از آنرا جمعیت مهاجر از این دهستان تشکیل میدهد.
علی اکبر دهخدا در لغت نامه اش لته جان را اینگونه معرفی میکند:لته جان . [ ل ُ ت ِ ] (اِخ ) دهی جزء دهستان کیوان ، بخش خداآفرین شهرستان تبریز، واقع در پانزده هزاروپانصدگزی جنوب خداآفرین و شانزده هزاروپانصدگزی راه شوسه ٔ اهر به کلیبر، کوهستانی ، گرمسیر، مالاریائی ، دارای 190 تن سکنه . محصول آنجا غلات و حبوبات . شغل اهالی زراعت و گله داری و راه مالرو است . (از فرهنگ جغرافیایی ایران ج 4).